# Fred Jones (Scooby-Doo)
Fred Jones (Freddy) es un personaje ficticio creado por Joe Ruby, Ken Spears y Fred Silverman y producido por la compañía estadounidense Hanna-Barbera Productions para la serie televisiva, Scooby-Doo.
Fred es el líder no oficial de la pandilla y, en las series originales, es quien siempre conduce la Máquina del Misterio. Es alto, fuerte, musculoso y de cabello rubio. Si bien en la serie de Scooby-Doo y sus derivados lo vemos con ojos de color negro, en la película Scooby-Doo en la isla de los zombis podemos verlo con ojos de color celeste, al igual que los ojos de Daphne.

## Personalidad
Fred es un joven inteligente, astuto, simpático, carismático, alegre y valiente, aunque también suele ser ingenuo y un poco cobarde. Fred siente un gran cariño hacia sus amigos, mostrándose bastante feliz cuando esta con ellos. También ha mostrado tener un gran ego, queriendo que la pandilla se vea bien, además de que el aparenta ser frío cuando se encuentra con las mujeres. La inteligencia de Fred se demuestra mientras resuelve misterios, por ejemplo, cuando saca deducciones acerca de lo que ocurre, cuando realiza trampas y argumenta el plan del "monstruo" y lo que tramaba, solo con deducirlo.

## Relación con Daphne
Siempre se ha mencionado el hecho de su cercana relación con Daphne Blake. Varios fanáticos han sostenido durante años que entre ellos dos siempre ha habido una fuerte atracción. Sin embargo, esto nunca fue mostrado de manera oficial hasta el año 2010.
Algunas de estas actitudes son:
- En la película Scooby-Doo y la leyenda del vampiro estando en la playa, varios hombres se sienten atraídos por Daphne, a lo que Fred reacciona poniéndose rojo, mordiéndose los labios e inflando el pecho notablemente molesto.
- En un capítulo de la serie ¿Qué hay de nuevo Scooby-Doo?, esta vez es Fred quien es el interés romántico de otra chica (Marcy), poniendo celosa a Daphne.
- En la película Scooby-Doo en la isla de los zombis, en la parte en la cual Daphne, abrazada a Fred, observan desde un muelle el atardecer, al igual que el beso en la mejilla que le da Daphne a él en la película Scooby-Doo y la persecución cibernética, a lo que Fred la queda mirando embobado. También cuando ella lo abraza, o la escena de ellos dos hablando en medio de un bosque con un Fred algo nervioso, en la película Scooby-Doo y el fantasma de la bruja.
- También en uno de los capítulos de las series recientes, se les vio teniendo una interesante conversación en la Máquina del Misterio. Se encontraban solos, Fred había extendido los brazos y Daphne estaba apoyada en su pecho.
- Se puede notar también, el reflejo del miedo que tiene Daphne la mayoría de las veces, el cual es agarrarse instintivamente a Fred o directamente saltar a sus brazos y ser cargada por él.

## Actores intérpretes del personaje

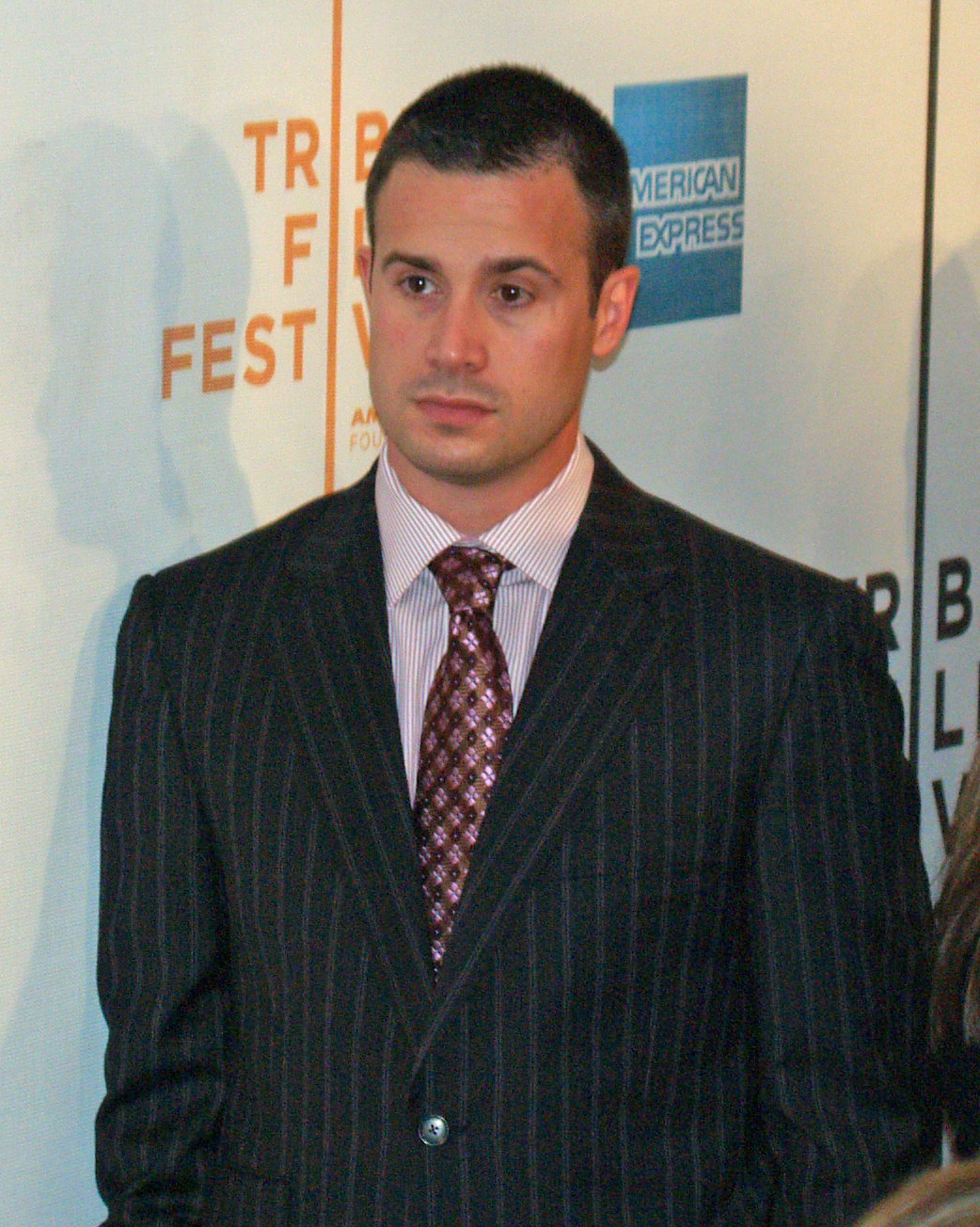
Freddie Prinze, Jr. interpretó a Fred Jones en la primera película con actores reales de Scooby-Doo

En toda la historia de la franquicia Scooby-Doo, que data del año 1969, el personaje de Fred sólo ha tenido 2 actores de voz que lo han interpretado en su versión original, y 2 intérpretes para los filmes con actores reales:
- Frank Welker: Creó la forma de hablar del personaje, y lo interpretó desde el primer episodio de Scooby-Doo grabado en 1969, hasta la actualidad (siendo sólo reemplazado una vez en 1988). La razón de que el personaje sólo haya cambiado de actor de voz una vez en toda la historia, se debe a que Welker, pese al paso del tiempo, conserva la misma voz de adolescente que usó para interpretar a Fred hace más de 4 décadas, y por ello continúa interpretándolo en todas las películas, series animadas y videojuegos hasta el presente.
- Carl Stevens: Interpretó a Fred únicamente en la serie Un cachorro llamado Scooby-Doo, desde 1988 hasta 1991. Para esta serie en particular, la producción requería una voz infantil para Fred, pues buscaban retratarlo con otra personalidad: un niño que creía en leyendas y criaturas fantásticas como Pie Grande u Hombres Topo de otro planeta. Esta versión era bastante menos inteligente que el personaje original, pues siempre culpaba incorrectamente a otras personas de las cosas extrañas que ocurrían.
- Freddie Prinze, Jr.: Interpretó a Fred en las primeras películas con actores reales de la franquicia, Scooby-Doo y Scooby-Doo 2: Monstruos sueltos de Raja Gosnell. En un principio, los directores y guionistas buscaban hacer una parodia escatológica de los personajes. No obstante cuando se decidió que la película mostrase un contenido más apropiado para el público familiar e infantil, todas estas ideas fueron desechadas. Prince, Jr. interpretó también a Freddy en parodias de la serie para adultos Pollo Robot.
- Robbie Amell: Interpreta a Fred en las películas Scooby-Doo: El misterio comienza y Scooby-Doo! La maldición del monstruo del lago producidas y transmitidas por Cartoon Network. Robbie Amell interpreta a Freddy como un castaño y no como un rubio, debido a que al actor y al director no les parecía buena idea que Amell se tiñera el cabello de rubio para el papel, pues creían que no se vería bien en apariencia en la pantalla.[1]
- Zac Efron: Interpretó a Fred en la película ¡Scooby! (2020).
  - Pierce Gagnon: Versión infantil de Fred en dicha película
- Glenn Howerton: Interpretó una versión alterna del personaje en la serie para adultos Vilma (2023)

### Doblaje al español (Hispanoamérica)
- Luis de Alba: Fue la primera voz en español de Fred, interpretándolo en 15 de los episodios originales de la serie Scooby-Doo ¿dónde estás?, desde 1969 hasta 1970.
- Luis Bayardo: Fue la segunda voz en español de Fred y es comúnmente reconocido por este papel. Lo interpretó en 10 episodios de la serie original Scooby-Doo ¿dónde estás?, desde 1969 hasta 1971: en la primera temporada sólo lo dobló en dos episodios, «El fantasma de ciudad de oro» y «Falla divertida en los juegos mecánicos», debido a que Luis de Alba no pudo doblarlo. Al iniciar la segunda temporada, Bayardo se convirtió en la voz permanente de Fred y lo dobló hasta el término de la serie original.[2]
- José Lavat: Fue la tercera voz de Fred y una de las más duraderas, interpretándolo cuando el doblaje de las series de Scooby-Doo quedó a cargo de Jorge Arvizu quien las dirigió en los estudios de doblaje Cinematográfica Interamericana, S.A. Lavat interpretó a Fred en Las nuevas películas de Scooby-Doo y en las 2 primeras temporadas de El show de Scooby-Doo, desde 1972 hasta 1977.
- Jesús Brock: Lo interpretó desde la tercera temporada de El show de Scooby-Doo, en la película Scooby-Doo, actor de Hollywood y en la serie El show de Scooby-Doo y Scrappy-Doo, desde 1978 hasta 1980. Entró en reemplazo de Luis Bayardo, ya que no estaba disponible
- Jean Carlo Toquero: Interpretó al personaje para la primera versión doblada de Un cachorro llamado Scooby-Doo. Dicha versión fue grabada en los estudios Compañía Latinoamericana de Doblajes (CLASSA) con Karim Toquero en la dirección.
- Ricardo Tejedo: Tomó el papel de Fred a partir de 1998, interpretándolo en las películas Scooby-Doo en la isla de los zombis, Scooby-Doo y el fantasma de la bruja, Scooby-Doo y los invasores alien, en el tercer episodio de la serie para adultos Harvey Birdman, abogado y en promos y comerciales de Cartoon Network producidos hasta el año 2000.
- Luis Alfonso Padilla: Se convirtió en la sexta voz oficial de Fred Jones a partir de Scooby-Doo y la persecución cibernética (2001) tras interpretarlo anteriormente en el especial Bravo Dooby-Doo de la serie animada Johnny Bravo. Desde entonces lo interpretó en todas las películas animadas de la franquicia, comerciales de Cartoon Network, especiales y en las series ¿Qué hay de nuevo Scooby-Doo?, Shaggy y Scooby-Doo detectives y en la primera temporada de Scooby-Doo! Misterios, S. A.. Lamentablemente, falleció de cáncer de páncreas el 12 de mayo de 2012, durando solamente 11 años con el personaje. Su última participación antes de este incidente fue en la película Scooby-Doo! Música de vampiros, estrenada en 2012.
- Ricardo Mendoza: Interpretó al adolescente en las películas con actores reales Scooby-Doo y Scooby-Doo 2: Monstruos sueltos, lanzadas en 2002 y 2004. A partir de 2012, remplazó a Luis Alfonso Padilla, tras su fallecimiento, en series, películas, especiales y videojuegos hasta 2015.
- Alfonso Obregón: Lo interpretó en sus pocas apariciones en la serie Los nuevos misterios de Scooby-Doo (1984). Ésta su única participación en el doblaje de este personaje.
- Óscar Flores: Le dio voz en algunas escenas remasterizadas que fueron incluidas en los DVD de la serie Las nuevas películas de Scooby-Doo. Dichas escenas tuvieron que ser regrabadas con voces nuevas, debido a que el doblaje con los diálogos originales se había perdido.
- Rafael Pacheco: Dio voz a Fred en las películas con actores reales de 2009 y 2010, Scooby-Doo: El comienzo del misterio y su secuela Scooby-Doo: La maldición del monstruo del lago.
- Irwin Daayán: a partir de ¡Ponte en Onda, Scooby-Doo! hasta el presente.
- Christian Strempler: Lo interpretó por única vez en ¡Feliz halloween, Scooby-Doo! (2020)

### Doblaje al español (España)
- Luís Manuel Martín Díaz (2000 – 2014) La primera vez que intervino como Fred fue en Scooby-Doo! Y la isla de los zombis (2000) hasta Scooby-Doo! La canción del vampiro (2012). Desde 2015 intervino en el episodio especial de Supernatural (2018) titulado Scooby-Natural (16x13) y en el videojuego Lego Dimensions (2017). En todas ellas la voz original es la de Frank Welker.
- Javier Lorca (2009 – 2010 - 2020) puso voz al actor Robbie Amell en las películas Scooby-Doo! Comienza el misterio (2009) y Scooby-Doo! La maldición del monstruo del lago (2010). Años más tarde prestó su voz al personaje con la voz original de Zac Efron en la película ¡Scooby! (2020)
- Carles Caparrós (2015 – 2018) fue la voz de Fred desde Scooby-Doo! Y el monstruo de la luna (2015) hasta Scooby-Doo! Y el fantasma gourmet (2018).
- Carles Teruel (2018 – actualidad) es la voz actual del personaje desde Scooby-Doo! Y la maldición del fantasma número 13. También prestó su voz a Fred Jones, con voz original de Glenn Howerton, en la serie Velma (2023).
- Carlos Bautista (2020) puso su voz al Fred niño de la película ¡Scooby! con la voz original de Pierce Gagnon.